# Gueixa
Uma gueixa (芸者? ), pronuncia-se [gueisha], é uma artista tradicional japonesa cujas funções consistem em entreter em festas, reuniões ou banquetes, sejam exclusivamente femininos ou masculinos, ou mistos. Seu aprendizado geralmente começa na idade de quinze anos, ou às vezes em idades anteriores. Na região de Kinki, os termos geiko (芸妓? ) e, para aprendiz de gueixa, maiko (舞妓? ) são usados desde a Restauração Meiji. As gueixas eram bastante comuns nos séculos 18 e 19. Hoje eles ainda existem, mas seu número diminuiu.

## Etimologia
Gueixa ( pron:. / ɡ eɪ ʃ ə / ; japonês: [ɡe ː ʃa] ), como todos os substantivos japoneses, não tem singular distinto ou variantes plurais. A palavra é composta de dois kanji, gei (芸), significando "arte", e sha (者), significando "pessoa" ou "praticante". A tradução mais literal de gueixa seria "artista", "pessoa que faz a arte", ou "artesã". Outro nome para gueixa é geiko (芸子), que é normalmente usado para se referir-se à gueixa do oeste do Japão, região que inclui Kyoto.
As aprendizes de gueixa são chamadas maiko (舞子 ou 舞妓), literalmente "pequena dançarina", ou hangyuku (半玉), "meia-jóia" (o que significa que elas são pagas somente com metade do salário de uma gueixa completa), ou pelo termo mais genérico o-shaku (御酌), literalmente "aquela que derrama (álcool)".
Alguns dizem que as gueixas habitam uma realidade separada, que eles chamam de karyūkai ou "a flor e mundo de salgueiro". Antes das cortesãs desaparecerem eram consideradas as coloridas "flores" e as gueixas os "chorões "por causa de sua sutileza, graça e força.

## História
Nos estágios iniciais da história japonesa, existiam artistas do sexo feminino chamadas saburuko ("meninas que servem"), que eram em sua maioria meninas vagando cujas famílias haviam sido deslocadas nas lutas no fim do século VII. Alguma dessas saburukos vendiam serviços sexuais, enquanto outras com uma melhor educação ganhavam a vida entretendo uma alta classe da sociedade em encontros sociais. Após a corte imperial mudar a capital para Heian-kyō (Kyoto) em 794, no início do período Heian, as condições que formam a cultura japonesa da gueixa começaram a surgir, e depois se tornaram o lar uma elite obcecada pela beleza e mistério dessa cultura.
Na cultura japonesa, a mulher ideal era uma mãe modesta e gerente da casa. Para o prazer sexual e apego romântico, os homens procuravam por cortesãs. Assim, criaram-se "quarteirões do prazer" conhecidos como yūkaku (游廓, 游郭) construídos no século XVI, que depois se tornaram bairros fora dos quais a prostituição seria ilegal. Neles as yujo ("mulheres para brincar") seriam classificadas e licenciadas. As yujo mais elevadas foram antecessoras da cultura das gueixas, chamadas Oiran, uma combinação de atriz e prostituta, originalmente se apresentando em etapas definidas. Elas realizavam danças eróticas entre outros, e esta nova arte foi apelidado kabuku, que significa "ser selvagem e ultrajante". As danças eram chamadas de Kabuki, e este foi o início de teatro kabuki.
Estes "quartos de prazer" rapidamente tornaram-se centros de entretenimento glamourosos, oferecendo mais do que sexo. As cortesãs altamente talentosas destes distritos entretinham seus clientes, dançando, cantando e tocando música. Gradualmente, todas elas tornaram-se especializadas na nova profissão, puramente de entretenimento, que surgia. Perto da virada do século XVIII que as primeiras artistas dos quartos de prazer, chamadas de gueixa, apareceram. As primeiras gueixas eram homens, entretendo clientes que esperavam para ver as cortesãs mais populares e talentosas ( oiran ).

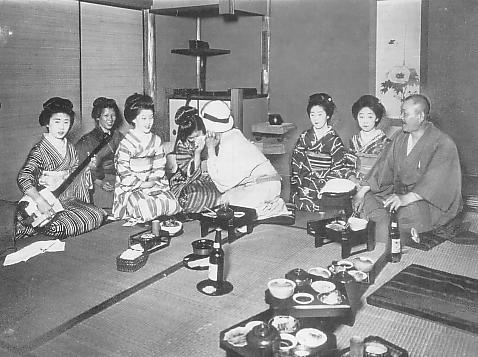
Gueixas entretendo clientes na Era Taisho

As precursoras da gueixa do sexo feminino foram as adolescentes odoriko ("dançarinas"). Na década de 1680, elas eram populares artistas pagas nas casas particulares da alta classe samurai, apesar de muitas se transformarem em prostitutas no início do século XVIII. Aquelas que não eram mais adolescentes (e não poderiam mais praticar o estilo odoriko) adotaram outros nomes, sendo um deles gueixa, se assemelhando aos artistas masculinos. A primeira mulher conhecida por ter chamado a si mesma de gueixa era uma prostituta de Fukagawa, em cerca de 1750. Ela era uma cantora qualificada e tocadora de shamisen chamada Kikuya, e que foi um sucesso imediato, tornando as gueixas mulheres extremamente populares na década de 1750 em Fukagawa.Como se tornou mais difundido ao longo dos anos de 1760 e 1770, muitas começaram a trabalhar apenas como artistas (em vez de prostitutas), muitas vezes nos mesmos estabelecimentos que gueixas do sexo masculino.
As gueixas que trabalharam dentro dos bairros de prazer eram essencialmente presas e proibidas de "vender sexo", a fim de proteger o negócio das Oiran - para isso, existiam cortesãs licenciadas para atender as necessidades sexuais dos homens. Por volta de 1800, ser uma gueixa foi considerada uma ocupação feminina. A evolução do estilo das gueixas era imitada por mulheres elegantes por toda a sociedade.
A Segunda Guerra Mundial trouxe um grande declínio nas artes das gueixas, pois em 1944, tudo no mundo das gueixas, incluindo casas de chá, bares, e casas de gueixas foram forçados a fechar, e todos os funcionários foram colocados para trabalhar nas fábricas ou outros lugares para trabalhar para esforço de guerra no Japão. O nome gueixa também perdeu algum status durante este tempo porque as prostitutas passaram a se referir como gueixas para militares americanos. Cerca de um ano depois, as casas foram autorizadas a reabrir. As poucas mulheres que voltaram para as áreas de gueixas decidiram rejeitar a influência ocidental e retomar as formas tradicionais de entretenimento e vida. A imagem da gueixa foi formada durante o passado feudal do Japão, e agora é a imagem que deve se manter para permanecer a cultura gueixa.

## Estágios de formação
Tradicionalmente, a gueixa começaria seu treinamento em uma idade muito jovem, as vezes aos 3 ou 5 anos, mas a idade média era aos nove anos de idade. Isso não era uma prática comum nos distritos respeitáveis e desapareceu na década de 1950 com a proibição do trabalho infantil. Algumas meninas estavam ligadas às casas de gueixas (okyia) como filhas. Essas meninas ficaram conhecidas como hangyoku. Filhas de gueixas eram frequentemente criadas como gueixa, normalmente como uma sucessora (atotori, que significa "herdeiro" ou "herdeira" nesta situação particular) ou tendo papel de filha (musume-bun) para a okiya.

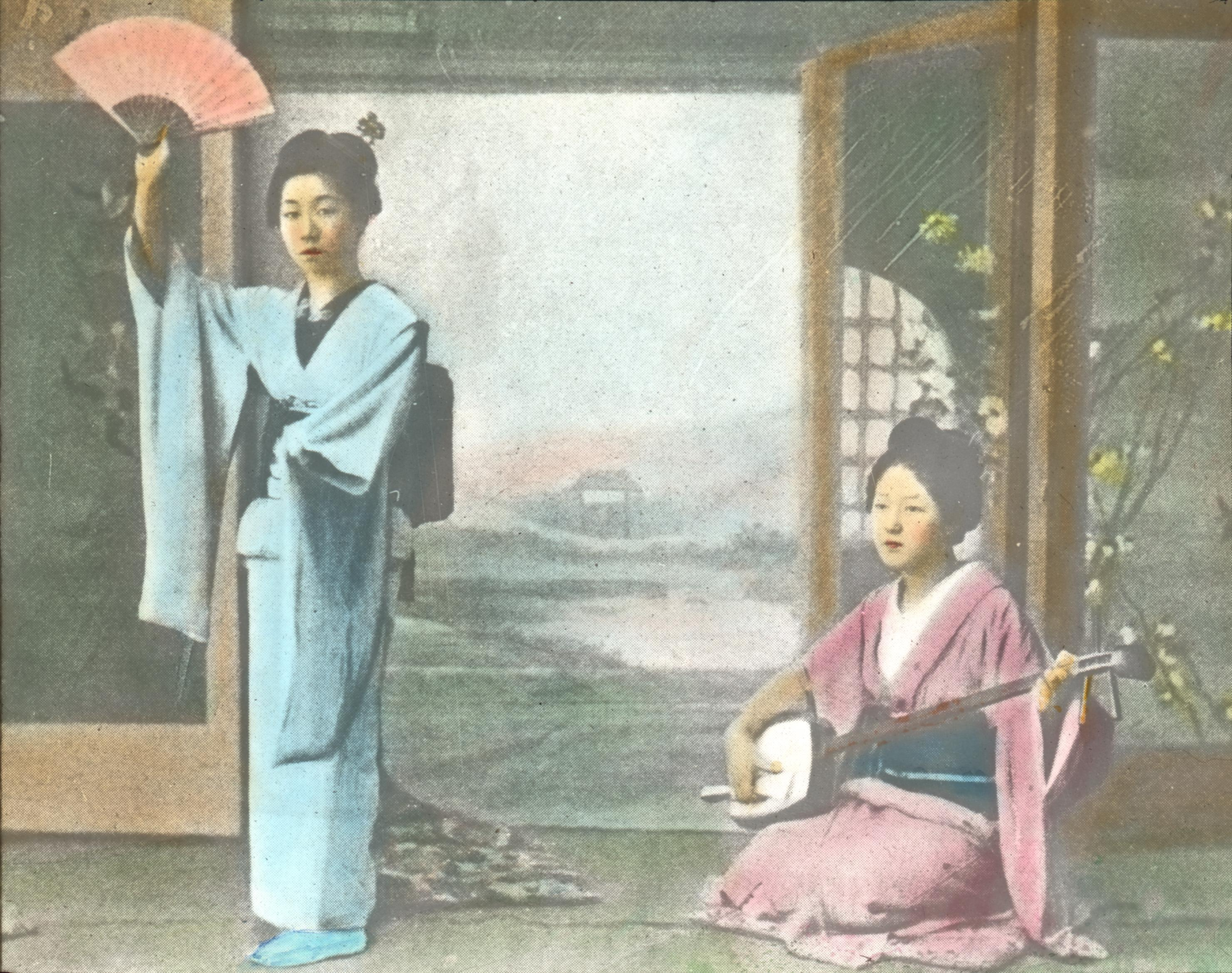
Uma casa de gueixas

### Fases
Uma mulher quando entra na comunidade gueixa não tem de começar como uma maiko, tendo a oportunidade de começar sua carreira como uma gueixa completa. De qualquer maneira, no entanto, normalmente há o treinamento de um ano que é desenvolvido antes de estrear ou como uma maiko ou como uma gueixa. Uma mulher acima de 21 é considerada muito velha para ser uma maiko e se torna uma gueixa completa na sua iniciação na comunidade gueixa. No entanto, aquelas que passam pelo estágio maiko podem desfrutar de mais prestígio mais tarde em suas vidas profissionais.
As maiko modernas, que podem se tornar aprendizes antes da idade de 18 anos, estão em Kyoto. Assim, em média, ashangyoku de Tóquio (que normalmente começam aos 18) são um pouco mais velhas em relação às de Kyoto (que geralmente começam aos 15). Os estágios iníciais shikomi e minarai do treinamento para gueixa duravam anos, o que é significativamente maior do que em tempos contemporâneos.
- Shikomi - Literalmente significa "serva".

- Minarai - Literalmente significa "aprender observando".

É através da onee-san (("irmã mais velha": uma gueixa mais experiente atuando como sua mentora)), que a minarai a observará e aprenderá seus comportamentos na okyia e no ozashiki (お座敷), um banquete em qualquer edifício tradicional japonês com tatami.
Dessa maneira ela tem a oportunidade de adquirir experiência e poderá entrar em contato com possíveis clientes. Embora as minarai possam ir ao ozashiki, elas não participam a um nível avançado. Seu kimono, mais elaborado do que o de uma geiko, se destina a fazer a falar por elas. Elas podem ser requisitadas para festas, mas são normalmente convidadas indesejadas (ainda bem-vindas) em festas que a sua onee-san assiste. E só cobram um terço da taxa de costume, geralmente trabalham com uma casa de chá em particular (minarai-jaya) aprendendo da Okaa-san (literalmente "mãe", a proprietária da casa). A partir dela, eles aprendem técnicas como a conversa e jogos, o que não seria ensinado a elas na escola. Esta fase dura apenas cerca de um mês ou mais.

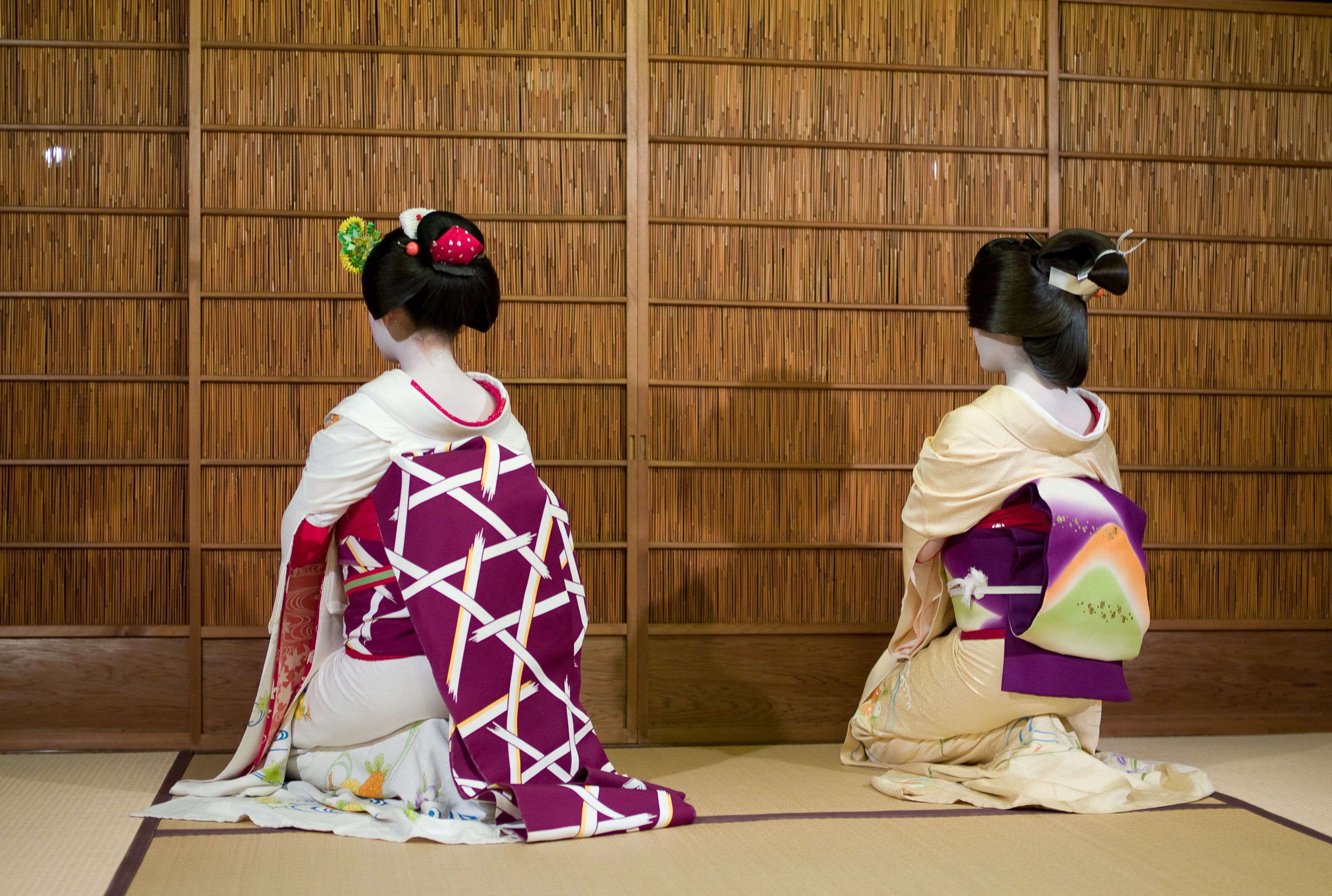
A diferenças nas costas de uma Maiko (esquerda) e uma gueisha completa (direita)

- Maiko - Fase final da formação, literalmente significa "a menina que dança".

Uma maiko é essencialmente uma aprendiz e, portanto, ligada ao abrigo por um contrato para a okiya. A okiya fornece comida, conselho, quimonos, obis e outras ferramentas de seu comércio. Sua formação é muito cara, e sua dívida deve ser reembolsada à okiya com os ganhos que ela obtém. Este reembolso poderá continuar após a maiko se tornar uma gueixa de pleno direito e apenas quando suas dívidas forem liquidadas ela estará autorizada a mudar-se para viver e trabalhar de forma independente.
Esta fase pode durar anos. A Maiko aprende com sua mentora a segui-la a todos os seus compromissos. A relação da onee-san e imouto-san (literalmente "irmã mais velha / irmã mais nova") é importante. A onee-san ensina-lhe tudo sobre como trabalhar no hanamachi . A onee-san vai ensinar seus modos próprios de servir chá, tocar shamisen, dançar, ter uma conversa informal e muito mais. A onee-san vai ajudar a escolher o novo nome profissional da maiko com kanji ou símbolos relacionados com o seu nome.

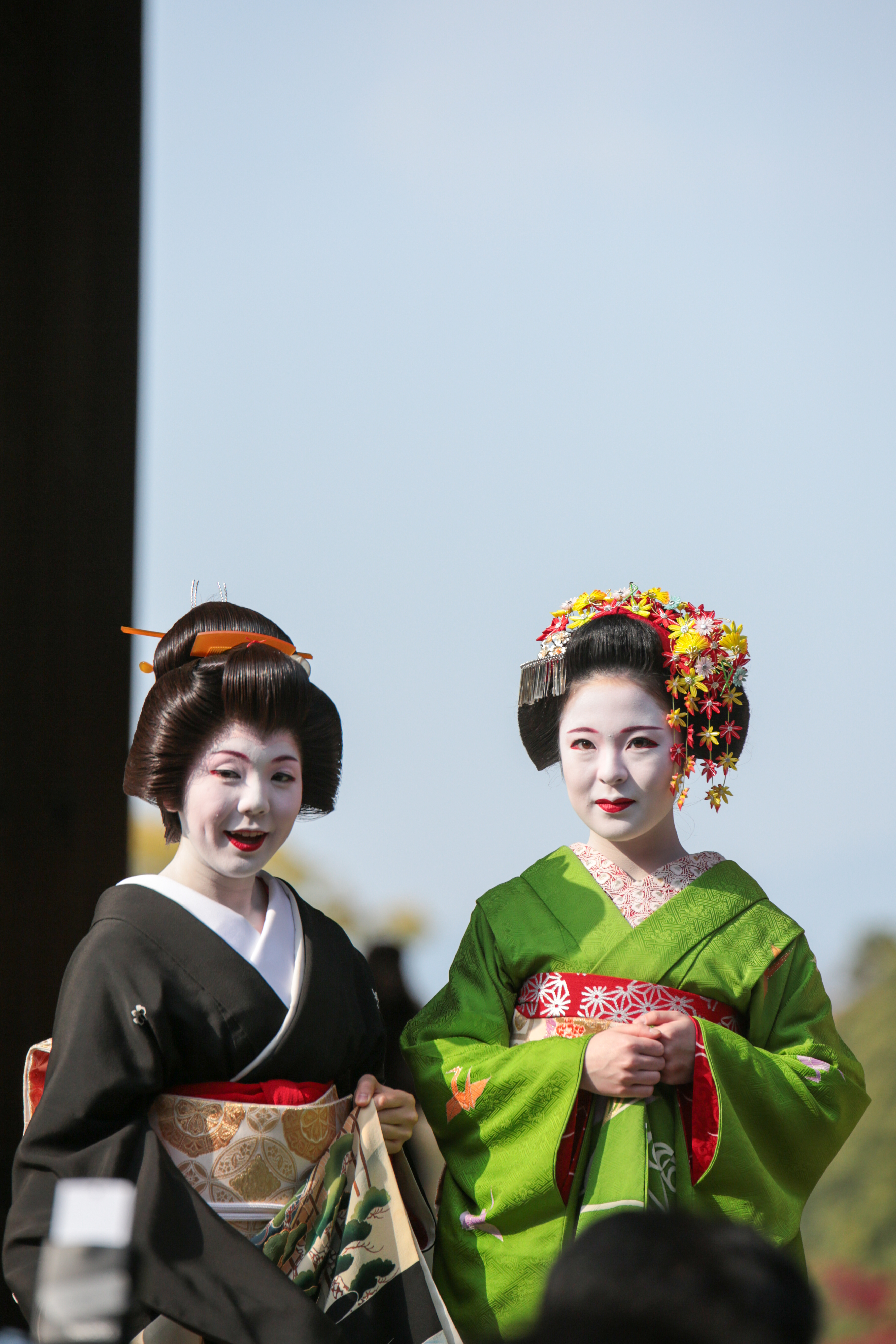
gueixa(esquerda) e maiko (direita)

Há três elementos principais do treinamento de uma maiko. O primeiro é o treinamento de artes formal. Isto ocorre nas escolas para gueixa especiais que são encontrados em todos os hanamachi. O segundo elemento é o treinamento de entretenimento que a maiko aprende em casas de chá e à parte, observando sua onee-san. A terceira é a habilidade social de se movimentar na complexa "teia social" da hanamachi. Isso é feito nas ruas. Saudações formais, presentes, e visitas são peças-chave de qualquer estrutura social no Japão e para uma maiko são cruciais, servindo para construir a rede de apoio que ela precisa para sobreviver como uma gueixa.
Maiko são consideradas um dos grandes pontos turísticos de turismo japonês, e parecem muito diferentes de uma gueixa totalmente qualificada. Elas estão no auge da feminilidade japonesa tradicional. Tudo é adornado nela para que incite a sexualidade, um dos pontos mais utilizados é a nuca. Em torno dos 20-22 anos, a maiko é promovida a gueixa de pleno direito em uma cerimônia chamada eriage (mudança de colarinho).  Isso pode acontecer após dois a cinco anos de sua vida como uma maiko ou hangyoku, dependendo em que idade ela estreou. Ela agora cobra o preço total para o seu tempo. A geisha permanece como tal até que se aposente.

## Artes

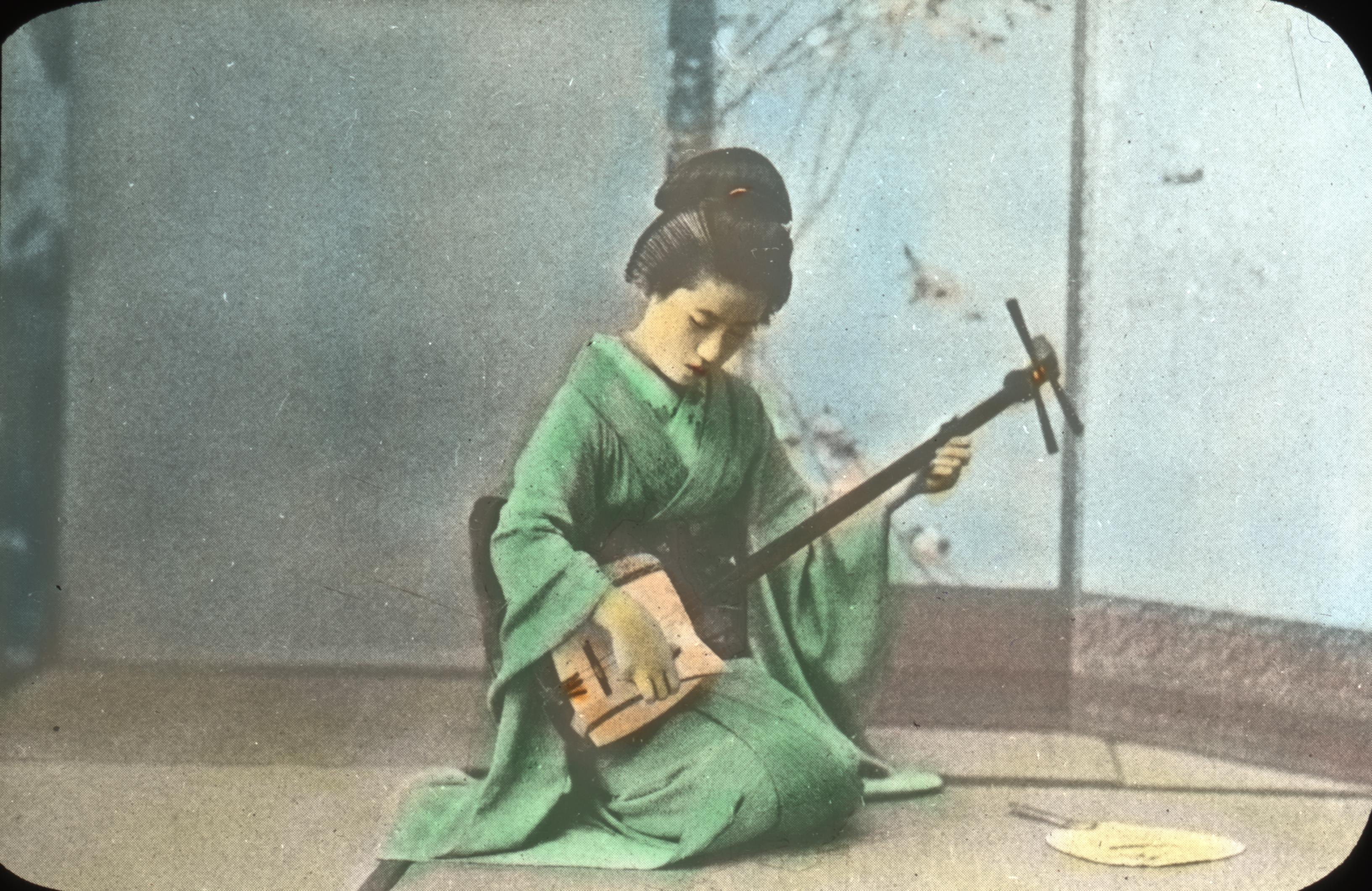
Gueixa tocando Shamisen

As gueixas começam seu estudo da música e dança quando são muito jovens e dão continuidade ao longo de suas vidas. Elas pode trabalhar até seus oitenta e noventa anos e praticam todos os dias, mesmo após setenta anos de experiência.
A palavra gueixa significa literalmente "artista" e no final do século XVIII, esta poderia ter descrito uma série de artistas japonesas: Shiro, puramente uma apresentadora; kerobi, uma gueixa acrobata; kido, uma gueixa que estava na entrada de carnavais, ou joro, uma prostituta, sendo esta a profissão que gueixas têm sido erradamente confundidas por muitos anos.
A dança das gueixas evoluiu a partir da executada no palco do kabuki. As danças "selvagens e ultrajantes" transformaram-se em uma forma mais sutil, estilizada, sendo uma forma de dança controlada. São extremamente disciplinadas, semelhante ao Tai Chi. Cada dança usa gestos para contar uma história e apenas um conhecedor pode entender o simbolismo contido. Por exemplo, um pequeno gesto de mão representa ler uma carta de amor, segurando o canto de um lenço na boca representa falta de modos e as mangas longas do quimono elaborado muitas vezes são usadas para simbolizar que está enxugando lágrimas.
As danças são acompanhadas por música tradicional japonesa. O principal instrumento é o shamisen . O shamisen foi introduzido à cultura gueixa em 1750 e tem sido dominado por mulheres artistas japonesas durante anos. Este shamisen, originário de Okinawa, é um como um banjo, instrumento de três cordas, que é tocado com uma palheta. Tem um som muito distinto e melancólico, que muitas vezes é acompanhado pela flauta. O instrumento é descrito como melancolia porque a música do shamisen tradicional utiliza apenas terças menores e sextas. Todas as gueixas devem aprender a tocar shamisen, embora isso leve anos para dominar. Junto com o shamisen e a flauta, a gueixa também aprendeu a tocar um ko-tsuzumi, um pequeno tambor de ombro em forma de ampulheta, e o taiko, um tambor de chão. Algumas gueixas não só dançam e tocam música, mas também são escritoras, fazendo poemas melancólicos. E outras pintam imagens ou compõem música.

## Aparência

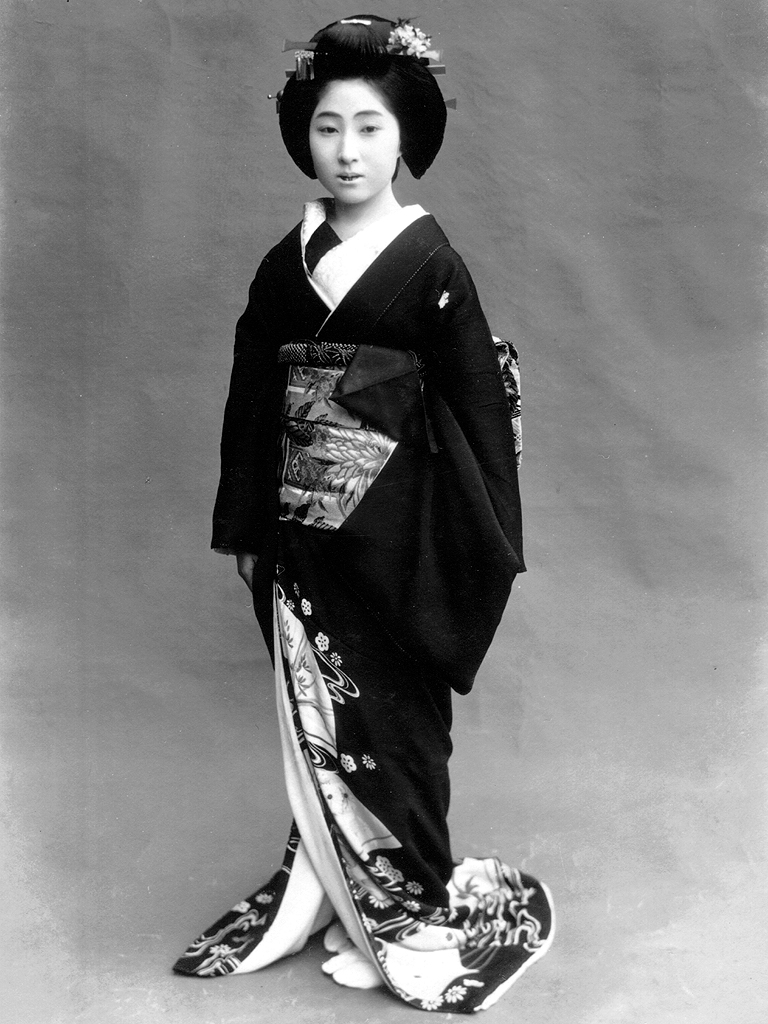
Gueixa vestida para cerimônia do chá

Há muitas mudanças de aparência de uma gueixa ao longo de sua carreira, desde quando é uma jovem maiko, que é muito maquiada, até a aparência mais sombria de uma velha gueixa estabelecida. Diferentes penteados e grampos de cabelo significam diferentes estágios de desenvolvimento de uma jovem, e até mesmo um detalhe preciso como o comprimento de sobrancelhas é significativo. Sobrancelhas curtas demonstram juventude e longas demonstram maturidade.
Ela usa a mesma maquiagem branca para o rosto na nuca, deixando dois ou às vezes três listras da pele expostas. Seu quimono é brilhante e colorido com uma elaborada amarra do obi pendurado até os tornozelos. Ela dá passos muito pequenos e usa tradicionais sapatos de madeira chamados okobo que ficam a quase dez centímetros de altura. Há cinco diferentes penteados que uma maiko usa, que marcam as diferentes fases de seu aprendizado. O nihongami, penteado com kanzashi, cabelo ornamentado em tiras, é mais associado com as maiko, que passam horas a cada semana no cabeleireiro e dormem em travesseiros especiais para preservar o estilo elaborado. A maiko poderia desenvolver uma falta de cabelo causada por fricção das tiras kanzashi e pela maneira como o cabeleireiro puxa seu cabelo para montar o penteado.

### Maquiagem
A maquiagem da gueixa é sua grande característica marcante. Mas esta é usada de acordo com seu grau de experiência. É um processo demorado, e é aplicada antes de se vestir para evitar sujar o kimono.
Quando aprendiz, a gueixa usa a maquiagem de forma regular e mantém todo o rosto branco. Ela realmente só usa a maquiagem quando precisa dançar ou para fazer performance a algum cliente.
Quem aplica essa maquiagem na gueixa podem ser a sua onee-san (ou irmã mais velha) ou pela okaa-san (ou "mãe"), de sua casa de gueixas. Sua aplicação é feita com muito cuidado, pois, ao cometer um erro, o aprendiz que está a maquiar seria obrigado a limpar tudo e começar novamente. O tempo de duração dessa maquiagem pode ser de até duas horas.
A maiko usa um pó branco que cobre o rosto, pescoço e peito, com duas ou três áreas sem estar brancas (formando uma forma de W ou V, geralmente um tradicional forma de W) deixados na nuca, para acentuar uma área tradicionalmente erótica, e uma linha de pele nua em todo o couro cabeludo, o que cria a ilusão de uma máscara. Suas bochechas são acentuadas de pó rosa escuro, e os olhos são pintados de acordo com a idade (vermelho para as mais jovens e vai mudando de preto com a mistura de cores).
Como descrição deste processo, começa-se com a aplicação bintsuke-abura para o rosto e a região superior do peito, aplicando a maquiagem em toda esta área. Esta cera não só ajudará a aderir a pele, mas também irá impedir que a maquiagem caia em seu quimono, o que seria um erro muito ruim. Logo, irá misturar o pó branco com água para fazer a massa, que é o que dá o aspecto mais visual da sua maquiagem. Este pó foi feito originalmente com chumbo, que era venenoso para a pele e resultava em pontos amarelos nesta, mas hoje o pó é feito a partir de um pó cosmético moderno e é livre de chumbo, e muito mais seguro.

### Vestimenta
A gueixa sempre está vestida de quimono. A aprendiz de gueixa se veste com um quimono altamente colorido, com um extravagante obi. O obi é sempre mais brilhante do que ela está vestindo, para dar um certo equilíbrio exótico. A maiko de Kyoto usa o obi amarrado em um estilo chamado darari (balançando o obi), enquanto em Tóquio o hangyoku usam-no amarrado de várias maneiras, inclusive como taiko musubi. A mais velha gueixa de Kyoto usa padrões e estilos mais suaves( principalmente o obi amarrado em um simples nó utilizado por mulheres casadas conhecido como o taiko musubi (太鼓結び), ou "nó de tambor". Tóquio e Kanazawa são locais onde a gueixa se veste no estilo yanagi musubi (柳結び), ou "estilo de salgueiro", taiko musubi e tsunodashi musubi (甬出結び).

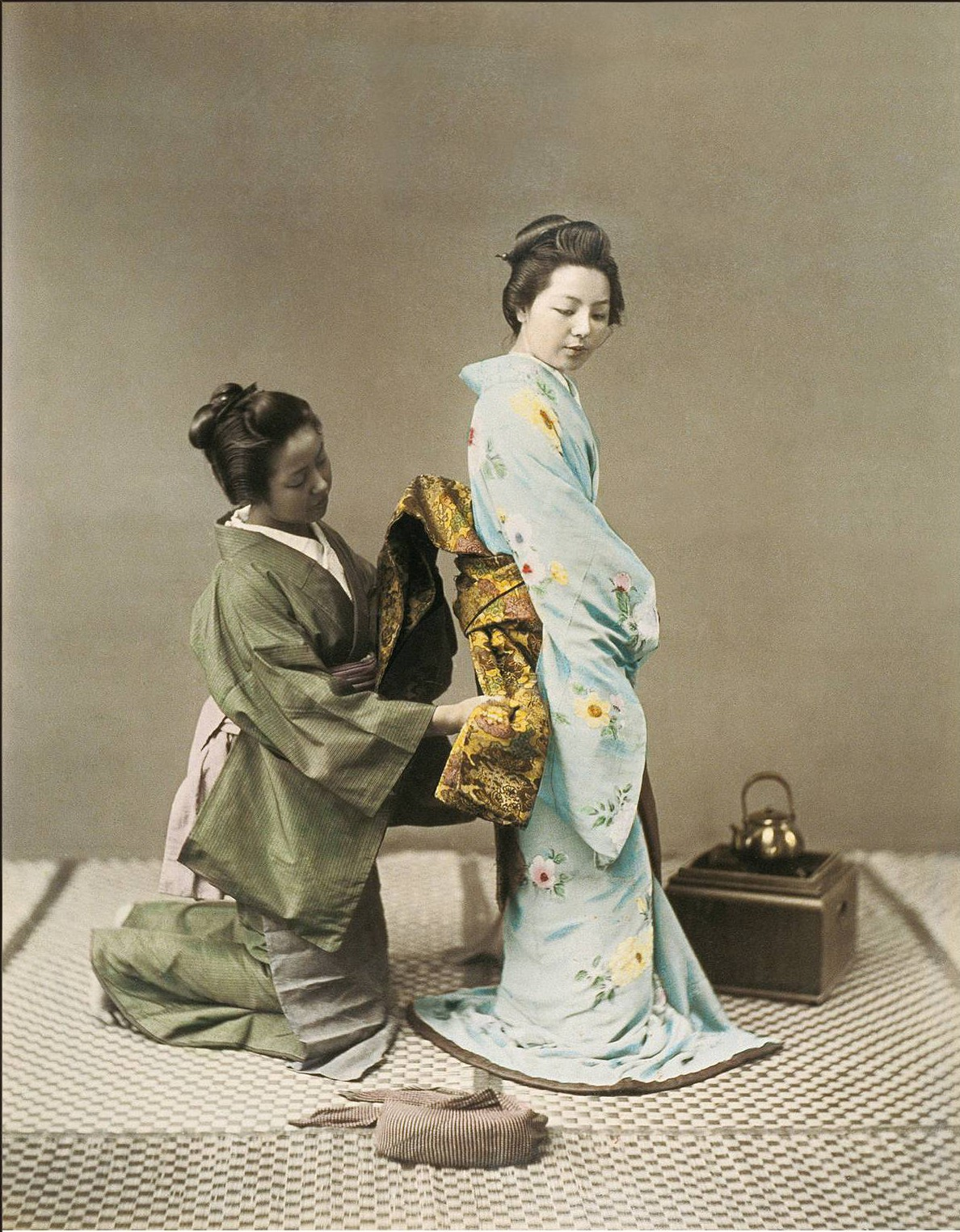
Obi de uma Gueisha

O quimono de uma aprendiz contém, além do obi pesado, mangas como bolsos chamado furi. Durante uma dança ou performance, a aprendiz deve envolver as mangas, colocando seus braços dentro delas, embolsando-as, muitas vezes para evitar tropeçar. A cor, o padrão e o estilo de quimono dependem da época e do evento que a gueixa participa. No inverno, a gueixa pode ser vista usando um comprimento de três quartos, chamado haori, forrado com seda pintada à mão sobre o quimono. Este quimono forrado é usado durante as estações mais frias, e quimono sem forro durante o verão. Um quimono pode levar de dois a três anos para ser concluído, devido à pintura e o bordado.
A geiko veste vermelho ou rosa nagajuban, sob o quimono. Uma maiko usa vermelho e branco com padrões impressos. O colarinho da maiko aprendiz é predominantemente vermelho com branco, prata ou bordados de ouro. Após dois a três anos em seu aprendizado, o colar vermelho será inteiramente bordado em branco (quando visto de frente) para mostrar sua idade. Aos cerca de 20 anos, seu colar irá mudar de vermelho para branco.
A gueixa usa uma sandália apertada, chamada zori ao ar livre, e usa apenas o tabi (devisa de bico de meias) dentro de casa. Em condições climáticas adversas, a gueixa desgasta os tamancos de madeira, chamados geta. A maiko usa um tamanco de madeira especial conhecido como okobo.
Sob as leis trabalhistas modernas, as meninas não podem começar a aprendizagem no mundo das gueixas até que eles tenham 18 anos (com uma exceção para Kyoto, onde aos 15 anos de idade, as meninas podem tornar-se em tempo integral aprendiz de maiko), mas as leis permitem ser gueixa entre os 11 ou 12 anos e ser gueixa por 18 anos. Mineko Iwasaki, a personagem de inspiração para Arthur Golden, do filme Memórias de uma Gueixa, explica: A ideia é a perfeição. É por isso que precisamos de muito treinamento. Nós não podemos fazer com que os convidados olhem para a imperfeição. Ela tem que ser perfeita".

### Cabelo
Os penteados da gueixa têm variado ao longo da história. No passado, era comum que as mulheres usassem o cabelo para baixo, em alguns períodos, mais que em outros. Durante o século XVII, as mulheres começaram a deixar seu cabelo crescer, e é durante este período que o tradicional penteado Shimada, um tipo de tradicional coque usado pela gueixa mais estabelecida, é desenvolvido.

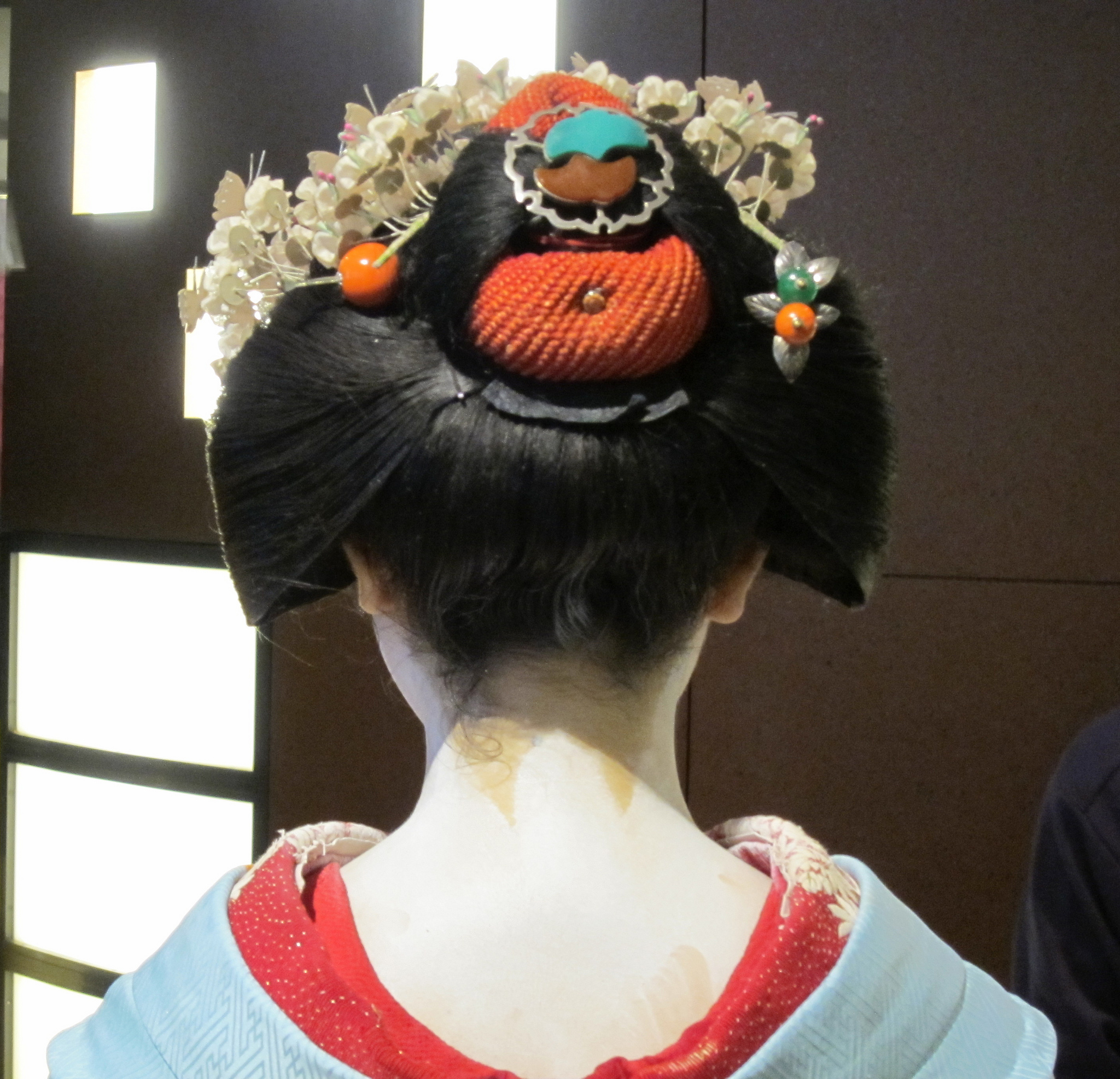
A arte do cabelo vista por trás

Existem quatro tipos principais da shimada: o shimada taka, um coque alto geralmente usado por jovens e mulheres solteiras, o shimada tsubushi, um coque mais achatado, geralmente usado por mulheres mais velhas, o uiwata, um coque que é normalmente ligada a uma pedaço de algodão colorido crepe e um estilo que se assemelha a um pêssego partido ao meio, que é usado apenas pela maiko. Penteados adicionais: Ofuku, Katsuyama, Yakko-Shimada, e Sakko. A maiko de [Miyagawa-cho e Pontocho vai usar mais seis penteados que antecederam o tipo Sakko, incluindo Umemodoki,no Oshidori Hina, Kikugasane, e Osafune.
Estes penteados são decorados com elaborados pentes de cabelos e grampos ([[nzashi). No século XVII e após o período da Restauração Meiji, os pentes de cabelo eram grandes e visíveis, geralmente mais ornamentados para as mulheres de classe mais elevada. Após a Restauração Meiji e na era moderna, os pentes de cabelo se tornaram menores e menos visíveis, tornando-se mais populares.
A gueixa dormia com seu pescoço em suportes pequenos (kamakura), em vez de almofadas, para poder manter o seu penteado perfeito. Para reforçar este hábito, os seus mentores derramavam arroz em torno da base do suporte. Se a cabeça da gueixa rolasse o apoio enquanto ela dormia, o arroz iria ficar com a pomada no cabelo. Mesmo que não haja acidentes, uma maiko terá em seu cabelo um estilo a cada semana. Muitas gueixas modernas usam perucas em suas vidas profissionais, enquanto a maiko usa o seu cabelo natural. O penteado tradicional é uma arte que está morrendo lentamente. E ao longo do tempo, o penteado pode provocar calvície no topo da cabeça.

## Mizuage
O mizuage (水揚げ) era uma cerimônia pela qual passava a maiko, onde um homem pagava dinheiro pelo privilégio de ter sexo com a aprendiz de gueixa, o que também significava a maioridade. Esta transição ocorria geralmente em torno dos 20 anos. Depois disso, uma gueixa deveria ser capaz de se manter com a força de suas próprias realizações artísticas e deixar a sua irmã mais velha.
Mizuage literalmente significa elevar as águas, e originalmente significava o descarregamento de um navio de peixes. Com o tempo, a palavra passou a representar o dinheiro ganho no negócio do entretenimento.
Durante o período Edo, cortesãs mizuage eram patrocinadas por um patrono que tinha o direito de tirar a sua virgindade. Esta prática tornou-se ilegal em 1959. Todos as maiko tinham de passar por essa cerimônia, a fim de tornar-se em pleno direito uma gueixa. Uma vez que a função do patrono mizuage foi servida (de deflorar a jovem maiko), ele não poderia ter relações com ela.
O dinheiro adquirido para o mizuage de uma maiko era uma grande soma e que era usada para promover sua estréia como gueixa. O cerimonial de defloramento da gueixa não era apenas uma transação comercial, era também um rito de passagem. A gueixa totalmente desenvolvida é uma mulher profissional e sofisticada, deverá obter o conhecimento do mundo do sexo oposto.
O Mizuage é tecnicamente ilegal. No entanto, é uma daquelas coisas que, embora oficialmente negada, ainda, sem dúvida, ocorrem confidencialmente. Desde aprendiz, a maiko sabe agora tudo sobre a idade de consentimento de qualquer maneira, elas têm atualmente uma palavra a dizer se eles têm um mizuage ou não, e não é mais obrigatório a ser deflorada, a fim de atingir a maioridade como uma gueixa. -Liza Dalby, East Wind Melts the Ice 

## Relações pessoais e odanna
Espera-se que as gueixa sejam mulheres solteiras; aquelas que escolhem se casar devem se retirar da profissão
Foi tradicional no passado para gueixa estabelecida tomar um danna, ou patrono. Um danna era tipicamente um homem rico, às vezes casado, que tinha os meios para apoiar as grandes despesas relacionadas ao treinamento tradicional de uma gueixa e outros custos. Isto ainda ocorre hoje, mas muito raramente. Uma gueixa e seu danna podem ou não estar apaixonados, mas a intimidade nunca é vista como uma recompensa para o apoio financeiro ao danna. As convenções tradicionais e os valores dentro de tal relação são muito complexas e não é bem compreendida, mesmo por muitos japoneses.
Enquanto é verdadeiro que uma gueixa não pode ser paga por ter relações pessoais com homens que ela encontra pelo seu trabalho, tais relações são cuidadosamente escolhidas e improvavelmente são casuais. A hanamachi tende a ser uma comunidade muito unida e de boa reputação para uma gueixa que não é tomada de ânimo leve.

## As gueixas na cultura popular
Por ser um tema cheio de mistérios, regras e tradição, a gueixa até hoje fascina pessoas de todas as partes do mundo. Há não só livros, mas também filmes que retratam essa cultura. O livro "Geisha of Gion" de Mineko Iwasaki, contribuiu para a criação do livro "Memórias de uma Gueixa", posteriormente transformado em filme, e de bastante sucesso principalmente por demonstrar como é difícil para uma gueixa manter uma relação pessoal.